# کیزیل‌جااورن (حمام‌اوزو)
کیزیل‌جااورن (به ترکی استانبولی: Kızılcaören) یک منطقهٔ مسکونی در ترکیه است که در حمام‌اوزو واقع شده‌است.